# Werner Bleiner
Werner Bleiner (Tschagguns, 26 maggio 1946) è un ex sciatore alpino austriaco.

## Biografia

### Stagioni 1965-1969
Sciatore polivalente con maggiore propensione alle prove tecniche, Bleiner debuttò in campo internazionale in occasione del 34º Trofeo del Lauberhorn, disputato a Wengen nel 1965, classificandosi 2º nella discesa libera del 9 gennaio; nel 1966, dopo esser stato 2º nello slalom gigante disputato a Cortina d'Ampezzo il 6 febbraio, vinse lo slalom gigante della 4ª Coppa Vitranc a Kranjska Gora il 19 febbraio ed esordì ai Campionati mondiali: a Portillo 1966 si piazzò 7º nello slalom gigante.
In Coppa del Mondo esordì nella gara inaugurale del circuito, lo slalom speciale disputato il 5 gennaio 1967 a Berchtesgaden (21º), ottenne i primi punti il 9 gennaio successivo sul tracciato Chuenisbärgli di Adelboden, piazzandosi 5º in slalom gigante, e il primo podio il 25 marzo dello stesso anno a Jackson Hole nella medesima specialità (3º). Ai X Giochi olimpici invernali di Grenoble 1968, suo esordio olimpico, non terminò la prova di slalom gigante, mentre il 24 febbraio dello stesso anno conquistò la prima vittoria in Coppa del Mondo, a Oslo ancora in slalom gigante.

### Stagioni 1970-1973
Ai Mondiali di Val Gardena 1970 vinse la medaglia d'argento nello slalom gigante e nello stesso anno si aggiudicò anche la sua seconda e ultima vittoria in Coppa del Mondo, in slalom gigante il 13 marzo a Voss, e si piazzò 2º nella combinata della 21ª edizione della 3-Tre, a Madonna di Campiglio. Il 13 febbraio 1971 ottenne l'ultimo podio in Coppa del Mondo arrivando 3º nello slalom gigante di Mont-Sainte-Anne; l'anno dopo agli XI Giochi olimpici invernali di Sapporo 1972, suo congedo olimpico, fu 18º nello slalom gigante.
In Coppa del Mondo ottenne l'ultimo piazzamento a punti il 25 febbraio 1972 classificandosi 9º nella discesa libera disputata a Crystal Mountain, l'ultimo piazzamento il 19 dicembre dello stesso anno a Madonna di Campiglio in slalom gigante (16º) e prese per l'ultima volta il via il 27 gennaio 1973 a Kitzbühel in discesa libera, senza completare la prova. L'ultimo successo della sua carriera agonistica fu la medaglia di bronzo vinta da Bleiner nello slalom gigante dei Campionati austriaci 1973, disputato il 21-22 febbraio a Lienz.

## Palmarès

### Mondiali
- 1 medaglia:
  - 1 argento (slalom gigante[10] a Val Gardena 1970)

### Coppa del Mondo
- Miglior piazzamento in classifica generale: 7º nel 1970
- 8 podi (7 in slalom gigante, 1 in slalom speciale):
  - 2 vittorie
  - 3 secondi posti
  - 3 terzi posti

#### Coppa del Mondo - vittorie
| Data             | Località | Paese    | Specialità |
| ---------------- | -------- | -------- | ---------- |
| 24 febbraio 1968 | Oslo     | Norvegia | GS         |
| 13 marzo 1970    | Voss     | Norvegia | GS         |

Legenda:

GS = slalom gigante

### Campionati austriaci
- 4 medaglie[1][senza fonte]:
  - 1 argento (slalom gigante nel 1966)
  - 3 bronzi (slalom gigante nel 1967; slalom speciale nel 1969; slalom gigante nel 1973)

### Campionati austriaci juniores
- 22 medaglie[1][senza fonte]:
  - 16 ori (discesa libera, slalom gigante/1 nel 1962; discesa libera, slalom speciale, combinata nel 1963; slalom gigante/1, combinata/1, combinata/2 nel 1964; discesa libera, slalom gigante, slalom speciale, combinata nel 1965; discesa libera, slalom gigante, slalom speciale, combinata nel 1966)
  - 2 argenti (slalom gigante/2, slalom speciale/1 nel 1964)
  - 4 bronzi (slalom gigante/2, combinata nel 1962; slalom gigante nel 1963; slalom speciale/2 nel 1964)